# Wahlenbergia thulinii
Wahlenbergia thulinii är en klockväxtart som beskrevs av Thomas G. Lammers. Wahlenbergia thulinii ingår i släktet Wahlenbergia och familjen klockväxter. Inga underarter finns listade i Catalogue of Life.